# Ramon Humbert
Ramon Humbert (ur. 1 stycznia 1939 w Esch-sur-Alzette, zm. 22 kwietnia 2003 tamże) – luksemburski lekkoatleta, sprinter.
Podczas igrzysk olimpijskich w Rzymie (1960) był członkiem luksemburskiej sztafety 4 × 400 metrów, która z czasem 3:21,7 odpadła w eliminacjach. 
W 1961 był mistrzem kraju w biegu na 100 metrów.